# Lijst van voetbalinterlands Oostenrijk - Slowakije
Deze lijst van voetbalinterlands is een overzicht van alle officiële voetbalwedstrijden tussen de nationale teams van Oostenrijk en Slowakije. De buurlanden speelden tot op heden zes keer tegen elkaar. Het eerste duel, een vriendschappelijke wedstrijd, werd gespeeld in Graz op 27 maart 2002. De laatste ontmoeting, eveneens een vriendschappelijke wedstrijd, vond plaats op 23 maart 2024 in Bratislava.

## Wedstrijden
| № | Plaats     | Datum            | Competitie        | Wedstrijd              | Uitslag |
| - | ---------- | ---------------- | ----------------- | ---------------------- | ------- |
| 1 | Graz       | 27 maart 2002    | Vriendschappelijk | Oostenrijk – Slowakije | 2 – 0   |
| 2 | Bratislava | 31 maart 2004    | Vriendschappelijk | Slowakije – Oostenrijk | 1 – 1   |
| 3 | Klagenfurt | 10 augustus 2011 | Vriendschappelijk | Oostenrijk – Slowakije | 1 – 2   |
| 4 | Wenen      | 15 november 2016 | Vriendschappelijk | Oostenrijk – Slowakije | 0 – 0   |
| 5 | Wenen      | 6 juni 2021      | Vriendschappelijk | Oostenrijk − Slowakije | 0 − 0   |
| 6 | Bratislava | 23 maart 2024    | Vriendschappelijk | Slowakije − Oostenrijk | 0 − 2   |

## Samenvatting
| Competitie        | Totaal gespeeld | Winst Oostenrijk | Gelijk | Winst Slowakije | Doelsaldo Oostenrijk – Slowakije |
| ----------------- | --------------- | ---------------- | ------ | --------------- | -------------------------------- |
| Vriendschappelijk | 6               | 2                | 3      | 1               | 6 − 3                            |
| Totaal            | 6               | 2                | 3      | 1               | 6 − 3                            |

## Details

### Eerste ontmoeting
| Vriendschappelijk (Graz, Oostenrijk, 27 maart 2002): |              | |
| Oostenrijk | 2 – 0        | Slowakije |
| Ronald Brunmayr 64' Markus Weissenberger 78' | goals        | |
| Hans Krankl | bondscoach   | Ladislav Jurkemik |
| Alexander Manninger Ferdinand Feldhofer Michael Baur Martin Stranzl 24' Richard Kitzbichler 76' Rene Aufhauser Andreas Herzog 61' Jürgen Panis 76' Roman Wallner Ivica Vastic 83' Roland Linz 57'            | opstellingen | Kamil Čontofalský Roman Kratochvíl Miroslav Karhan Martin Petráš Vratislav Greško 46' Igor Demo 75' Peter Dzúrik 88' Rastislav Michalík Vladimír Labant Henrich Benčík 46' Szilárd Németh |
| Ernst Dospel 24' Ronald Brunmayr 57' Markus Weissenberger 61' Stefan Lexa 76' Thomas Höller 76' Thomas Hickersberger 83'                                                                                     | wissels      | 46' Marek Mintál 46' Ľubomír Reiter 75' Marek Špilár 88' Anton Šoltís |
| Andreas Herzog 27' | gele kaarten | 75' Marek Mintál 80' Rastislav Michalík |
| | rode kaarten | 43', 86' Miroslav Karhan |
| - Debuut van Ferdinand Feldhofer, René Aufhauser, Jürgen Panis, Thomas Höller, Thomas Hickersberger en Roland Linz voor Oostenrijk. - Debuut van doelman Kamil Čontofalský (Bohemians Praag) voor Slowakije. |              | |

### Tweede ontmoeting
| Vriendschappelijk (Bratislava, Slowakije, 31 maart 2004): |       |                       |
| Slowakije                                                 | 1 – 1 | Oostenrijk            |
| Marek Mintál 72'                                          | goals | 90+2' Roland Kollmann |
| - Debuut van Milan Ivana en Marek Krejčí voor Slowakije.  |       |                       |

### Derde ontmoeting
| Vriendschappelijk (Klagenfurt, Oostenrijk, 10 augustus 2011): |       |                                |
| Oostenrijk                                                    | 1 – 2 | Slowakije                      |
| Erwin Hoffer 62'                                              | goals | 21' Juraj Kucka 30' Róbert Jež |

### Vierde ontmoeting
| Vriendschappelijk (Wenen, Oostenrijk, 15 november 2016): |       |           |
| Oostenrijk | 0 – 0 | Slowakije |
| | goals |           |
| - Debuut van Stefan Stangl (Red Bull Salzburg), Michael Madl (Fulham) en Andreas Lukse (Rheindorf Altach) voor Oostenrijk. - Debuut van Albert Rusnák (FC Groningen) en Stanislav Lobotka (FC Nordsjælland) voor Slowakije. |       |           |

ÖFB · A-internationals · Selecties · Bondscoaches · Oostenrijks vrouwenelftal · Olympisch elftal · Oostenrijk U21 · Oostenrijk U20 · Oostenrijk U19 · Oostenrijk U18 · Oostenrijk U17 · Oostenrijk U16 · Vrouwen U17
1902 – 1919 ·
1920 – 1929 ·
1930 – 1939 ·
1940 – 1949 ·
1950 – 1959 ·
1960 – 1969 ·
1970 – 1979 ·
1980 – 1989 ·
1990 – 1999 ·
2000 – 2009 ·
2010 – 2019 ·
2020 – 2029
EK's: 2008 · 
2016 · 
2020 · 
2024
WK's: 1934 · 
1954 · 
1958 · 
1978 · 
1982 · 
1990 · 
1998
OS: 1912 ·
1936 ·
1948 ·
1952
1902 · 
1903 · 
1904 · 
1905 · 
1906 · 
1907 · 
1908 · 
1909 · 
1910 · 
1911 · 
1912 · 
1913 · 
1914 · 
1915 · 
1916 · 
1917 · 
1918 · 
1919 · 
1920 · 
1921 · 
1922 · 
1923 · 
1924 · 
1925 · 
1926 · 
1927 · 
1928 · 
1929 · 
1930 · 
1931 · 
1932 · 
1933 · 
1934 · 
1935 · 
1936 · 
1937 · 
1938 · 1939 · 1940 · 1941 · 1942 · 1943 · 1944 · 1945 · 
1946 · 
1947 · 
1948 · 
1949 · 
1950 · 
1952 · 
1952 · 
1953 · 
1954 · 
1955 · 
1956 · 
1957 · 
1958 · 
1959 · 
1960 · 
1961 · 
1962 · 
1963 · 
1964 · 
1965 · 
1966 · 
1967 · 
1968 · 
1969 · 
1970 · 
1971 · 
1972 · 
1973 · 
1974 · 
1975 · 
1976 · 
1977 · 
1978 · 
1979 · 
1980 · 
1981 · 
1982 · 
1983 · 
1984 · 
1985 · 
1986 · 
1987 · 
1988 · 
1989 · 
1990 ·
1991 · 
1992 · 
1993 · 
1994 · 
1995 · 
1996 · 
1997 · 
1998 · 
1999 · 
2000 · 
2001 · 
2002 · 
2003 · 
2004 · 
2005 · 
2006 · 
2007 · 
2008 · 
2009 · 
2010 · 
2011 · 
2012 · 
2013 · 
2014 · 
2015 · 
2016 · 
2017 · 
2018 · 
2019 · 
2020 · 
2021 ·
2022
Albanië ·
Algerije ·
Andorra ·
Argentinië ·
Azerbeidzjan ·
België ·
Bosnië en Herzegovina ·
Brazilië ·
Bulgarije ·
Canada ·
Chili ·
Costa Rica ·
Cyprus ·
Denemarken ·
DDR ·
Duitsland ·
Egypte ·
Engeland ·
Estland ·
Faeröer ·
Finland ·
Frankrijk ·
Georgië ·
Ghana ·
Griekenland ·
Hongarije ·
Ierland ·
IJsland ·
Iran ·
Israël ·
Italië ·
Ivoorkust ·
Japan ·
Joegoslavië ·
Kameroen ·
Kazachstan ·
Kroatië ·
Letland ·
Liechtenstein ·
Litouwen ·
Luxemburg ·
Malta ·
Moldavië ·
Montenegro ·
Nederland ·
Nigeria ·
Noord-Ierland ·
Noord-Macedonië ·
Noorwegen ·
Oekraïne ·
Paraguay ·
Peru ·
Polen ·
Portugal ·
Roemenië ·
Rusland ·
San Marino ·
Schotland ·
Servië ·
Slovenië ·
Slowakije ·
Sovjet-Unie ·
Spanje ·
Trinidad en Tobago ·
Tsjechië ·
Tsjecho-Slowakije ·
Tunesië ·
Turkije ·
Uruguay ·
Venezuela ·
Verenigde Staten ·
Wales ·
Wit-Rusland ·
Zweden ·
Zwitserland
Algerije (1982) · 
Chili (1982) · 
Duitsland (2008) · 
Frankrijk (1982) · 
Hongarije (2016) · 
Italië (2021) · 
Kroatië (2008) · 
Nederland (2021) · 
Noord-Ierland (1982) · 
Noord-Macedonië (2021) · 
Oekraïne (2021) · 
Polen (2008) ·  
Portugal (2016) · 
West-Duitsland (1982)
SFZ · A-internationals · Bondscoaches · Statistieken · Slowaaks vrouwenelftal · Olympisch elftal · Slowakije U21 · Slowakije U20 · Slowakije U19 · Slowakije U18 · Slowakije U17 · Slowakije U16
1939 – 1944 · 1992 – 1999 · 2000 – 2009 · 2010 – 2019 · 2020 − 2029
EK's: 2016 · 2020 · 2024
WK's: 2010
OS: 2000
1939 · 1940 · 1941 · 1942 · 1943 · 1944 · 1945–1991 · 1992 · 1993 · 1994 · 1995 · 1996 · 1997 · 1998 · 1999 · 2000 · 2001 · 2002 · 2003 · 2004 · 2005 · 2006 · 2007 · 2008 · 2009 · 2010 · 2011 · 2012 · 2013 · 2014 · 2015 · 2016 · 2017 · 2018 · 2019 · 2020 · 2021
Algerije · 
Andorra · 
Argentinië ·
Armenië · 
Australië · 
Azerbeidzjan · 
België · 
Bolivia · 
Bosnië en Herzegovina · 
Brazilië · 
Bulgarije · 
Chili · 
Colombia · 
Costa Rica · 
Cyprus · 
Denemarken · 
Duitsland · 
Egypte · 
Engeland · 
Estland · 
Faeröer · 
 Finland · 
Frankrijk · 
Georgië · 
Gibraltar · 
Griekenland · 
Guatemala · 
Hongarije · 
Ierland · 
IJsland · 
Iran · 
Israël · 
Italië · 
Japan · 
Joegoslavië · 
Jordanië · 
Kameroen · 
Kazachstan ·
Koeweit ·
Kroatië · 
Letland · 
Libanon ·
Liechtenstein · 
Litouwen ·
Luxemburg · 
Malta · 
Marokko · 
Mexico ·
Moldavië · 
Montenegro ·
Nederland · 
Nieuw-Zeeland · 
Noord-Ierland ·
Noord-Macedonië ·
Noorwegen ·
Oeganda · 
Oekraïne · 
Oezbekistan · 
Oostenrijk · 
Paraguay · 
Peru · 
Polen · 
Portugal · 
Roemenië · 
Rusland · 
San Marino · 
Saoedi-Arabië · 
Schotland · 
Servië en Montenegro ·
Slovenië · 
Spanje · 
Thailand · 
Tsjechië · 
Turkije · 
Verenigde Arabische Emiraten · 
Verenigde Staten · 
Wales · 
Wit-Rusland · 
Zuid-Korea · 
Zweden · 
Zwitserland
Engeland (2016) ·
Nieuw-Zeeland (2010) · 
Polen (2021) · 
Rusland (2016) · 
Spanje (2021) · 
Wales (2016) · 
Zweden (2021)